# OSIRIS-REx
Origins, Spectral Interpretation, Resource Identification, Security, Regolith Explorer (OSIRIS-REx) là một tàu không gian đang được NASA phóng vào vũ trụ, có nhiệm vụ thăm dò các tiểu hành tinh và mang những mẫu vật chất trở về Trái Đất nghiên cứu.

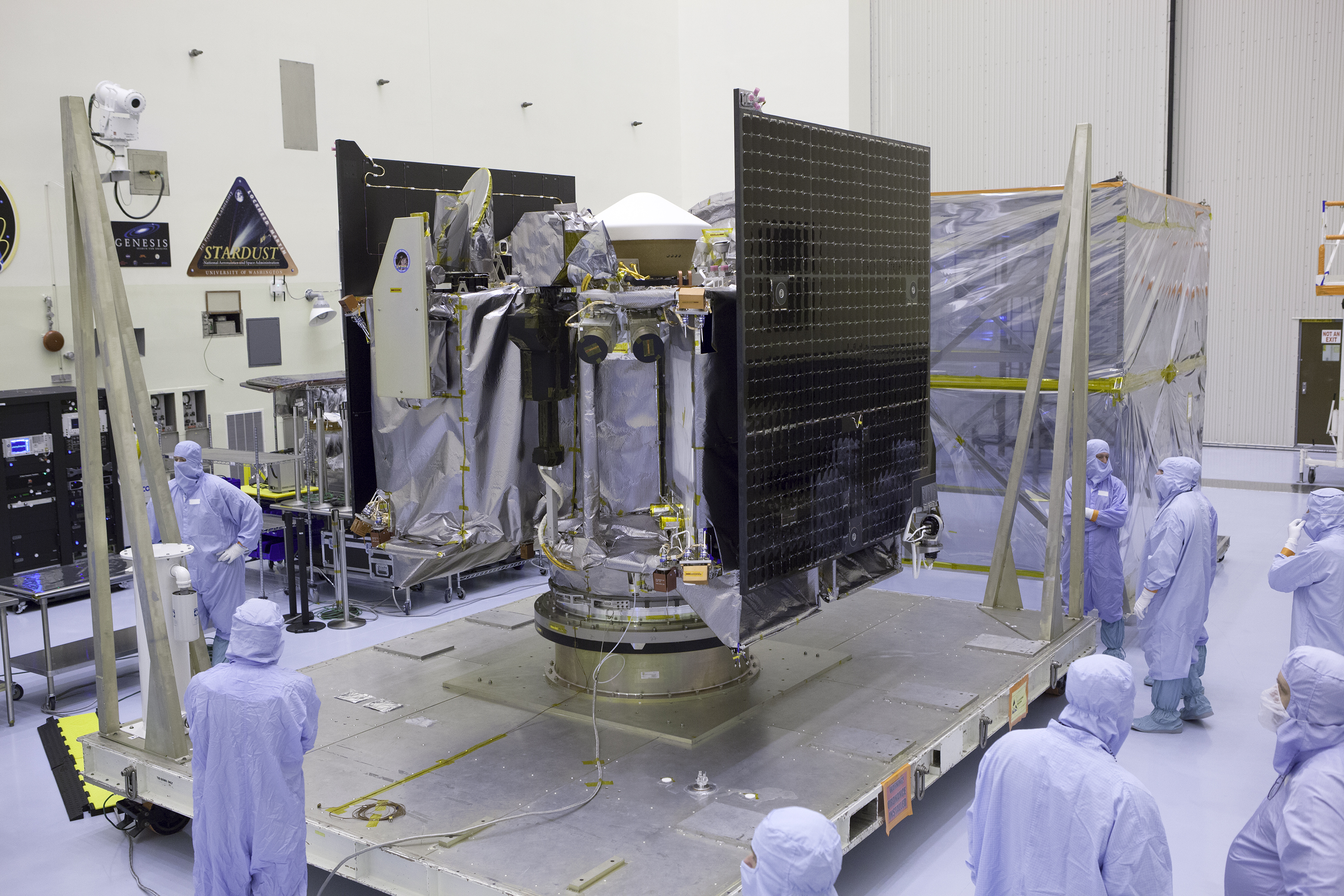
OSIRIS-REx tại Trung tâm vũ trụ Kennedy ngày 21/5/2016

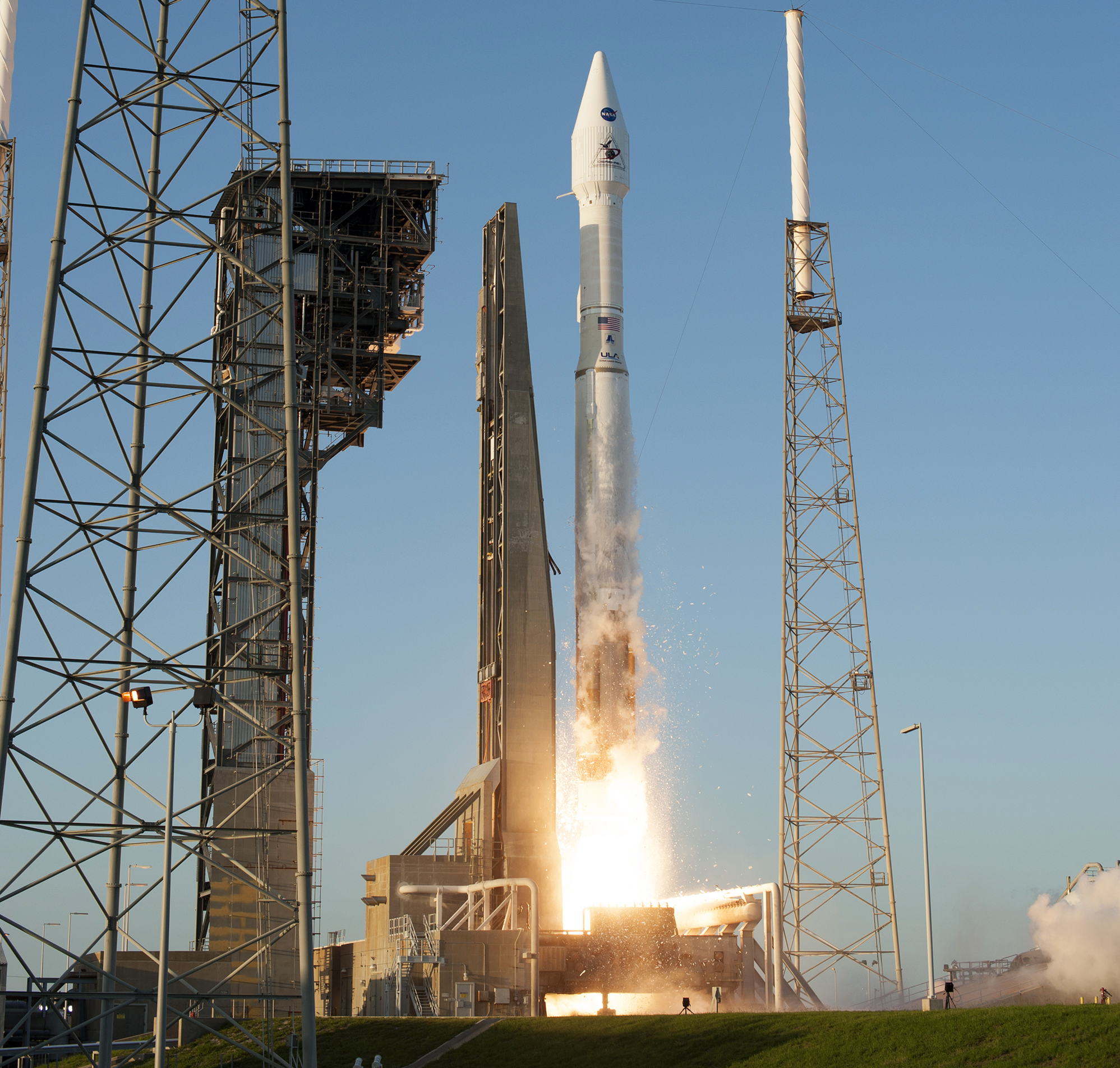
OSIRIS-REx được phóng bởi tên lửa Atlas V 411

Tàu OSIRIS-REx được phóng bằng tên lửa Atlas ở Florida, Hoa Kỳ vào ngày 8 tháng 9 năm 2016. Nhiệm vụ của tàu là nghiên cứu về tiểu hành tinh 101955 Bennu, một tiểu hành tinh cacbon và mang những mẫu vật từ tiểu hành tinh này về Trái Đất vào năm 2023 để nghiên cứu chi tiết. Những mẫu vật mang về sẽ giúp cho các nhà khoa tìm hiểu thêm về sự hình thành và phát triển của hệ thống năng lượng mặt trời, giai đoạn đầu của sự hình thành hành tinh, và nguồn gốc của các hợp chất hữu cơ dẫn đến sự hình thành của cuộc sống trên Trái Đất. Nếu thành công, OSIRIS-REx sẽ là tàu vũ trụ đầu tiên của Hoa Kỳ có thể mang về mẫu vật từ một tiểu hành tinh.
Chi phí của nhiệm vụ khoảng 800 triệu USD, không bao gồm 183.5 triệu USD của tên lửa Atlas V. Nó là nhiệm vụ thứ ba của Chương trình New Frontiers sau Juno (tàu không gian) và New Horizons. Nó được dẫn dắt bởi giáo sư Dante Lauretta của đại học Arizona.

## Chi tiết kỹ thuật
- Dài 6,2 mét (20,25 ft) khi các pin mặt trời vươn ra, 2,4 mét (8 ft) khi đóng
- Rộng: 2,4 mét (8 ft)
- Cao: 3,1 mét (10.33 ft)
- Năng lượng: 2 pin mặt trời rộng 8,5 mét vuông cung cấp nguồn năng lượng từ 1226 đến 3000 watt (phụ thuộc khoảng cách đến Mặt Trời), năng lượng được lưu trữ trong Pin ion Lithi
- Khối lượng: 880 kg (không dầu) và 2110 kg (đầy dầu) (2710 lb)